# Guardia Municipal Permanente
La Guardia Municipal Permanente (portugués: Guarda Municipal Permanente), también conocida como Milícia Bandeirante, habiendo utilizado también el nombre de Corpo de Guarda Municipal durante la Guerra de la Triple Alianza, fue una milicia de la Provincia de São Paulo, siendo la primera versión de la actual Policía Militar del Estado de São Paulo, la tercera institución militar más grande de América Latina actualmente. La creación de la Guardia Municipal Permanente fue decretada por el sacerdote liberal paulista Diogo Antônio Feijó el 10 de octubre de 1831, pensando inicialmente en mantener la institución sólo para el Tribunal, sin embargo, con base en la solicitud del diputado Rodrigo A. Monteiro, el entonces Ministro de Justicia autorizó la creación de un cuerpo similar en la Provincia de São Paulo, así, durante la presidencia de Rafael Tobias de Aguiar, se decretó el 15 de diciembre de 1831 la Guardia Municipal Permanente, inicialmente compuesta por cien hombres de infantería y treinta de caballería.